# رودني فوكس
رودني فوكس (بالإنجليزية: Rodney Fox)‏ هو منتج أفلام أسترالي، ولد في 9 نوفمبر 1940 في جنوب أستراليا في أستراليا.

## وصلات خارجية
- رودني فوكس على موقع IMDb (الإنجليزية)
- رودني فوكس على موقع قاعدة بيانات الفيلم (الإنجليزية)